# E noi come stronzi rimanemmo a guardare
E noi come stronzi rimanemmo a guardare è un film italiano del 2021 diretto da Pif. È una commedia satirica con elementi fantascientifici.

## Trama
In un prossimo futuro, Arturo è un manager aziendale che progetta un algoritmo la cui funzione è determinare l'utilità effettiva dei dipendenti dell'azienda in cui lavora. Si ritrova licenziato lui stesso e, a quasi cinquant’anni d’età, non riesce a trovare altre opportunità lavorative. Abbandonato dalla compagna Lisa, a causa di un test sull’affinità di coppia, affitta parte del suo appartamento a un professore universitario di filologia romanza che per arrotondare lo stipendio scrive articoli e commenti da odiatore.
Assunto come ciclofattorino dalla multinazionale Fuuber deve adattarsi alla quotidianità di un impiego attraverso cui viene sfruttato e decisamente mal retribuito. In preda alla solitudine accetta di entrare nel programma creato dalla Fuuber stessa per abbinare le persone a personaggi virtuali presenti come ologrammi, tramite una app. Arturo conosce così Stella, di cui si innamora, e che in seguito scopre essere una persona reale la cui immagine viene trasmessa da remoto, una tra le innumerevoli assunte dall'azienda per prestare questo tipo di servizio. Riuscito a guadagnarsi un lavoro come lavavetri nella sede centrale di Fuuber (ovvero un altissimo grattacielo di Mumbai) tramite un'asta online al ribasso, riesce infine a incontrarsi con Stella (che scopre chiamarsi in realtà Flora per via di una regola di privacy dell'azienda), e insieme decidono di scappare, allontanandosi dal controllo della società; il presidente e fondatore John Fuuber conclude il film con un'amara riflessione sull'assenza di libertà e il controllo dei dati sensibili nel mondo odierno.

## Produzione
Il titolo del film deriva da una frase detta da Pif nella puntata Vacanze smeralde de Il testimone, che a sua volta era ripresa da una frase pronunciata da Andrea Camilleri in un discorso pubblico. La maggiore fonte d'ispirazione per il film, come dichiarato da Pif, è stata il film Playtime di Jacques Tati. Fonte di ispirazione per la sceneggiatura è stata il concept Candido e la tecnologia del collettivo I Diavoli.
Le riprese del film si sono svolte tra Roma, Milano, Torino e Mumbai tra settembre e novembre 2019.

## Distribuzione
Produzione originale Sky Italia viene presentato alla Festa del Cinema di Roma 2021 e distribuito sui canali Sky Cinema dal 29 novembre 2021.